# RKBベスト歌謡50
RKBベスト歌謡50（アールケービーベストかよう50）は、RKBラジオで1974年（昭和49年）4月7日から1995年（平成7年）12月31日まで毎週日曜日に放送された歌謡曲のランキングカウントダウン番組。

## 放送時間
- 初回 - 1975年春：12:15 - 15:55
- 1975年春 - 1984年春：12:15-17:00
- 1984年春 - 最終回：12:10-17:00

※1970年代後半には、プロ野球のシーズンオフ時に12:15-17:30の5時間15分生放送が行われていた。

※番組内で野球中継が放送される場合もあった。詳細は後述。

## DJ
- 初回 - 1990年（平成2年）4月1日：林幹雄アナウンサー[注 1]
- 1990年4月8日 - 最終回：石上正憲アナウンサー

## 概要
番組のコンセプトとして、1位から50位まで全曲をオンエアするというのが特徴で、原則11位から50位まではワンコーラスのみ、1位から10位まではフルコーラスでオンエアしていた。ただし後述のミニミニインタビューが休止のときなど時間の余裕がある場合には、途中からフルコーラスのオンエアになった。曲を紹介するのは上位50曲だけだが、41位まで紹介した時点でランク外の51位〜60位の演奏者名と曲名のみ紹介した。
ランキング紹介はまず順位と演奏者名、曲名を紹介し先々週・先週・今週のランキングを伝え、リスナーからのはがきを紹介する。数枚のはがきを紹介した後は投稿者の名前を数名紹介し曲紹介して曲が流れる。ワンコーラスだけオンエアの曲は投稿者の名前を紹介している間にイントロが流れてくるが、フルコーラスでオンエアされる曲は曲紹介後に曲が流れた。但し3位と2位の発表の場合は「今週の第3位（第２位）はこの曲です」とアナウンスの後曲が流れ、イントロに乗せて「先々週◯位、先週◯位、今週は第3位（第２位）です。（演奏者名）の（曲名）」と曲紹介、曲が終わった後にリスナーからのはがきを読んだり投稿者の名前を紹介したりした。
クイズコーナーが多く、「トップクイズ」、「ブロッククイズ」、「おまたせクイズ」、「ベストテンクイズ」があり、長時間の放送を飽きさせない工夫が随所に見られた。
毎月、その月のランキング曲と順位を掲載した「ランキングニュース」を発行していた。また、ランキングについての質問を、「何でも相談」の係に返信用封筒を同封して送ると、質問への回答やランキング表を返送していた。
ライオンズが福岡を本拠地にしていた時代のデーゲームや、秋のプロ野球日本シリーズ中継が番組放送時間中に組み込まれ、放送時間が短時間になった場合（サンドイッチ放送と呼ばれた）は、試合中継前にまず60位から51位を読み上げた後50位から11位まで一部の曲をオンエアしながら紹介、中継後にベスト10を曲付で放送した。一方で、ホークスの福岡移転直後の数年間は「TOYOTA サンデースペシャル」枠の関係で、当日のホークスのデーゲームがある場合も本番組の通常放送になることが多かった。
身内のラジオパーソナリティが楽曲をリリースした際には必ずランクインしていた（「HiHiHi」のメインパーソナリティだった山崎銀之丞率いる銀之丞バンドの『君がシャイニンオン』、「もっとももんが」のアシスタントだった永田真代の『なごり雪』など）。
なお、後半のトヨタ自動車・トヨタディーラー提供枠に付けられる「TOYOTA サンデースペシャル」の冠は、元来、文化放送製作の企画ネット番組『決定!全日本歌謡選抜』であるが、福岡・佐賀では当番組が付けた関係で、企画ネット番組としてはNRN単独のKBCラジオがトヨタ自動車・トヨタディーラー以外の複数スポンサーの協賛を得た『輝け! 全日本歌謡ランキング』が請け負っていた。

## タイムテーブル
1983年時点での編成
- 12:15：オープニング
- 12:40：交通情報
- 13:00：鬼さんの芸能リポート
  - 鬼沢慶一が電話で出演。放送500回記念としてスタジオ生出演したこともある。
- 13:30：スナッピースナップ
- 13:50：おまたせクイズ
- 13:53：RKB毎日ニュース、天気予報
- 14:00 - 17:00：TOYOTA SUNDAY SPECIAL
  - 1983年から14:00-17:00は「TOYOTA SUNDAY SPECIAL RKBベスト歌謡50」というタイトルでトヨタ自動車がスポンサーとなってオンエアされた。TOYOTA SUNDAY SPECIAL開始前は14時からRKB毎日ニュース、天気予報を放送していた。
- 14:30：ひろ子のミニミニインタビュー
  - インタビュアーは有吉ひろ子。
- 15:00頃：交通情報
- 16:00：RKB毎日ニュース、天気予報
- 16:20：交通情報

1988年春時点での編成
- 12:12：トップクイズ
- 12:15：天気予報
- 12:40：交通情報
- 13:00：君も芸能通〜池ちゃんのタレントレーダー（電話出演・池田まさる）
- 13:30：スナッピースナップ
- 13:50：おまたせクイズ
- 13:53：RKB毎日ニュース、天気予報
- 14:00 - 17:00：TOYOTA SUNDAY SPECIAL（提供：トヨタ自動車）
  - 「TOYOTA SUNDAY SPECIAL」は1990年秋以降15:00-17:00に短縮された。[注 2]）。
- 14:30：堂上美智子のミニミニインタビュー
  - 「ミニミニインタビュー」は､有吉ひろ子の後、堂上美智子、味園由美子が担当している。
- 15:00頃：交通情報
- 16:00：RKB毎日ニュース、天気予報
- 16:20：交通情報

## クイズコーナー
トップクイズ
- 1984年春スタート。B面の曲を聴いて、A面のタイトルを答える。

ブロッククイズ
- 毎週の15位、25位、35位、45位の演奏者名と曲名を当てる。正解者の中から1名に5,000円分のレコード鑑賞券が当たる。1984年春からは、当選者を先に発表し、その当選者の知人友人が提示された電話番号に電話して友人知人であることを証明できれば、その方にもプレゼントが当たるという企画が行われた。

おまたせクイズ
- 開始時期は不明。タレント名や曲名当て。

ベストテンクイズ
- 毎週1位から10位までの演奏者名と曲名をすべて当てる。的中者には1位から10位のレコードをプレゼントする。但し当選者がいない場合は1位から20位→1位から30位→1位から40位→1位から50位とプレゼントされるレコード枚数が増え、それ以降は上位50枚のレコード＋5,000円分のレコード鑑賞券、それ以降は上位50枚のレコード+10,000円のレコード鑑賞券→上位50枚のレコード+15,000円のレコード鑑賞券・・・とレコード鑑賞券の金額が翌週に持ち越すことになる。

## 特別番組
- 毎年年末年始には2週（年末最終週と年明け最初の週）に渡り、その年の年間チャートを100位から1位までカウントダウンした。年間チャート発表の際は「ミニミニインタビュー」を担当した有吉ひろ子がアシスタントを務めた。なお年明けの回は14時から17時までの時間短縮で放送されることもあった。
- 1980年1月1日 - 4日は、放送300回を記念して、「ベスト歌謡500」が放送された。1983年11月21日 - 27日にも放送500回記念として「ベスト歌謡500」が放送され、どちらも、放送開始からそれぞれの時点までの上位500曲がオンエアされた。また1985年10月14日 - 18日25:00 - 27:00には放送600回記念特集が放送され、放送開始から599回までの1位獲得楽曲がすべてオンエアされた[注 3]。
- 2012年2月5日12:00-17:00に林幹雄と武田早絵の2人による「RKBベスト歌謡60」が放送された。[1]。
- 2017年3月26日12:00-15:00には再び林幹雄と武田早絵の2人による「RKBベスト歌謡65」が放送された。[2]。
- 2021年1月1日 6:30 - 18:45には、「創立70周年記念 RKBベスト歌謡70〜Be colorful.〜」が放送された。出演は6:30 - 13:00が坂口卓司と葉山さつき、13:00 - 18:45が仲谷一志と坂田周大と服部義夫。また、2020年10月17日に死去した初代DJの林幹雄の追悼企画も放送された。[3]。

### その他
- 1978年1月から1989年9月迄の期間は、TBS製作の『ザ・ベストテン』のラジオ総合ベスト10にRKBのランキングデータとして毎週活用されていた[注 4]。

- 1984年春のリニューアル時、それまで12:10頃から放送されていた天気予報を内包する形で放送時間拡大となったが、その際に番組のテーマ曲もリニューアルされた。1984年春から林が降板するまでに使用されたBGMは次のとおり。
  - オープニングテーマ＆エンディングテーマ:フルーツケーキ「WE'RE HERE TO PLEASE YOU」
  - 「君も芸能通〜池ちゃんのタレントレーダー」:シャカタク「DON'T SAY THAT AGAIN（愛はサンバにのせて）」
    - イントロのリズムセクション部分がカットされたものが使用された。タイトルコールは林。

  - 「TOYOTA SUNDAY SPECIAL」:シャカタク「DON'T SAY THAT AGAIN（愛はサンバにのせて）」
    - 上記でカットされたイントロのリズムセクション部分を使って林のスポンサーコールをジングル化したもの。それまでは林が生音声でスポンサーコールしていた。

  - 「ひろ子のミニミニインタビュー」:フルーツケーキ「WHEELIN' AND DEALIN'」
    - タイトルコールはなし。BGMが流れて林が有吉ひろ子を紹介しコーナーが始まる。

## 関連番組
- ザ・ベストテン（TBSテレビ）
- ベストテンほっかいどう（HBCラジオ）
- IBC TOP40（IBCラジオ）
- 森田公一の青春ベストテン（TBSラジオ）
- CBC歌謡ベストテン（CBCラジオ）
- 歌謡曲ヒット情報
- 全国歌謡ベストテン